# Prêmio Lurie de Ciências Biomédicas
O Prêmio Lurie de Ciências Biomédicas (em inglês:  Lurie Prize in Biomedical Sciences) reconhece conquista excepcional de um jovem cientista na área da pesquisa biomédica. É concedido anualmente pela Foundation for the National Institutes of Health.
Estabelecido em 2013 com o valor monetário de US$ 100.000.

## Recipientes
- 2013: Ruslan Medzhitov
- 2014: Jennifer Doudna
- 2015: Karl Deisseroth
- 2016: Jeannie T. Lee
- 2017: David M. Sabatini
- 2018: Zhijian Chen
- 2019: Yasmine Belkaid
- 2020: Aviv Regev
- 2021: Xiaowei Zhuang